# Heterachthes laesicollis
Heterachthes laesicollis är en skalbaggsart som först beskrevs av Ernst Friedrich Germar 1824.  Heterachthes laesicollis ingår i släktet Heterachthes och familjen långhorningar. Inga underarter finns listade i Catalogue of Life.